# Джорди Ла Форж
Джорди Ла Форж (англ. Geordi La Forge, в других переводах — La Forge) — персонаж научно-фантастического телевизионного сериала «Звёздный путь: Следующее поколение», а также полнометражных фильмов по мотивам «Звёздного пути».
Он служил рулевым Энтерпрайз NCC-1701-D в первый сезон, затем занял роль главного инженера.
Джорди Ла Форж слеп от рождения и на протяжении сериала носит специальный прибор, ВИЗОР (англ. VISOR). Визор не только заменяет ему глаза, но и существенно улучшает восприятие по сравнению с восприятием обычного человека. Впоследствии (в фильме Star Trek Insurrection) его зрение восстановилось под воздействием неизученного излучения колец планеты, которое возвращает людям здоровье и молодость.
Роль Ла Форжа сыграл американский актёр Левар Бертон.